# Pfarrhaus Stetten (Sondheim vor der Rhön)

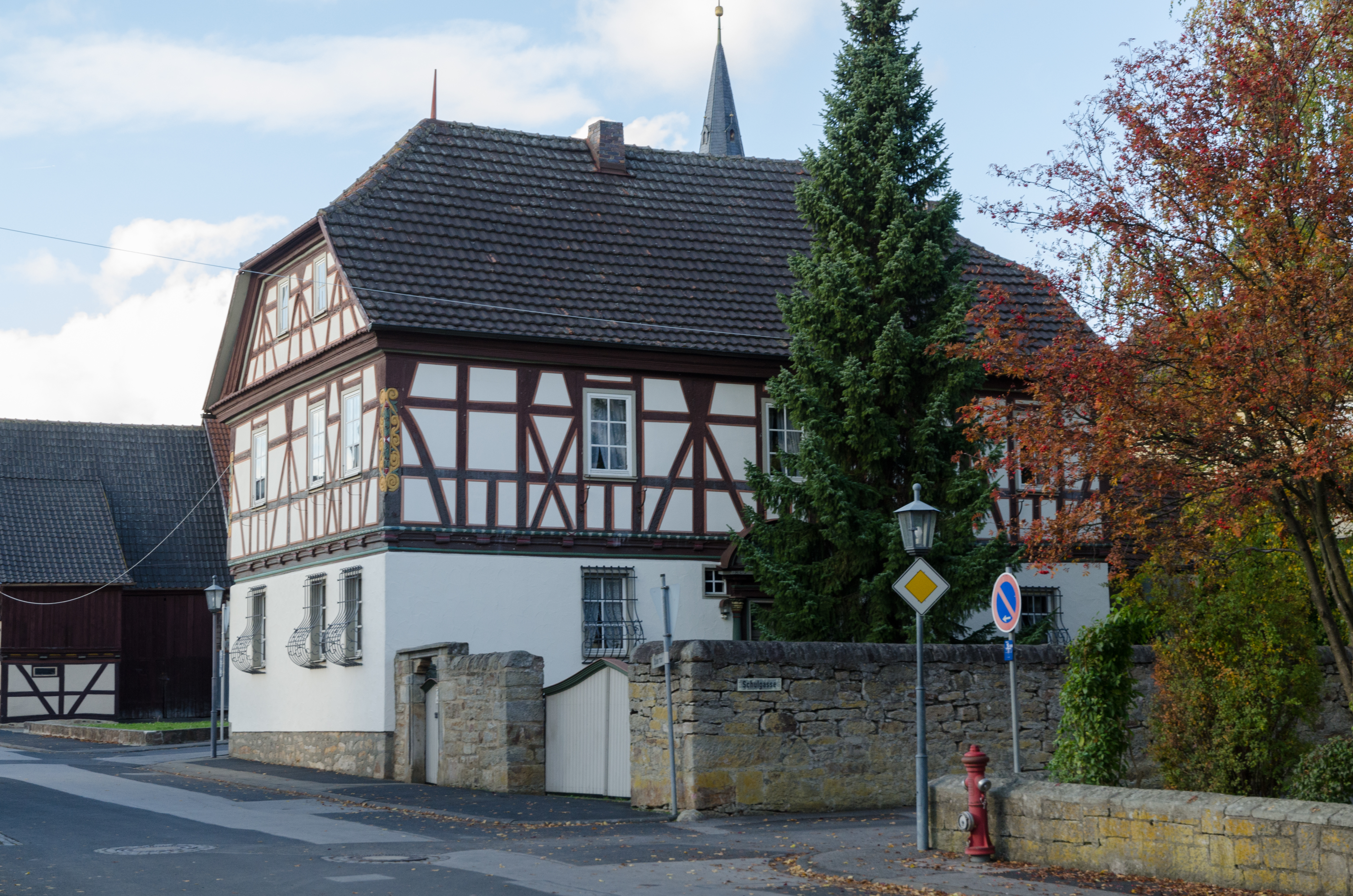
Das ehemalige Pfarrhaus in Stetten

Das ehemalige Pfarrhaus in Stetten, einem Ortsteil von Sondheim vor der Rhön im unterfränkischen Landkreis Rhön-Grabfeld, wurde im Jahr 1714 im Barockstil errichtet. Das Haus mit der Adresse Obertor 2 ist ein geschütztes Baudenkmal.
Das Erdgeschoss des zweigeschossigen Gebäudes mit Halbwalmdach ist massiv gemauert. Das Obergeschoss ist dagegen in Fachwerkbauweise erstellt; die Eckständer sind geschnitzt.  Das Gebäude besitzt an der Giebelseite drei Fensterachsen (Einzelfenster). An der Traufseite befinden sich in jedem Geschoss in unregelmäßiger Anordnung drei Fenster, teils Einzel-,  teils Zwillingsfenster. Die Fenster im Erdgeschoss sind vergittert. Das Wappenportal mit Segmentgiebel trägt die Jahreszahl der Errichtung.